# Goethalsia meiantha
Goethalsia meiantha är en malvaväxtart som först beskrevs av John Donnell Smith och fick sitt nu gällande namn av Karl Ewald Maximilian Burret. Goethalsia meiantha ingår i släktet Goethalsia och familjen malvaväxter. Inga underarter finns listade i Catalogue of Life.